# Schimb de locuri
Schimb de locuri sau Pariul (în engleză Trading Places) este un  film de comedie de Crăciun american din 1983 regizat de John Landis și scris de Timothy Harris și Herschel Weingrod. În rolurile principale au interpretat actorii Dan Aykroyd, Eddie Murphy, Ralph Bellamy, Don Ameche, Denholm Elliott și Jamie Lee Curtis. Filmul spune povestea unui bogătaș, director la o firmă de pe Wall Street, (Aykroyd) și a unui borfaș sărac de pe străzi (Murphy) ale căror vieți se încrucișează atunci când ajung, fără dorința lor, subiectul unui pariu elaborat pentru a testa cum se va descurca fiecare bărbat atunci când circumstanțele vieții sale au fost schimbate. Filmul a primit două premii BAFTA și a fost nominalizat la Premiul Oscar pentru cea mai bună coloană sonoră (Elmer Bernstein).
Scenariul este inspirat de nuvela „The Million Pound Bank Note” și de romanul Prinț și cerșetor de Mark Twain.

## Distribuție
- Dan Aykroyd - Louis Winthorpe III: un director bogat de la Duke & Duke
- Eddie Murphy - Billy Ray Valentine: un cerșetor de stradă și escroc
- Ralph Bellamy - Randolph Duke: Tcoproprietarul lacom al Duke & Duke, alături de fratele său Mortimer
- Don Ameche - Mortimer Duke: fratele la fel de lacom al lui Randolph
- Denholm Elliott - Coleman: majordomul lui Winthorpe
- Jamie Lee Curtis - Ophelia: o prostituată care îl ajută pe Winthorpe
- Kristin Holby - Penelope Witherspoon:  nepoata lui Duke și logodnica lui Winthorpe
- Paul Gleason - Clarence Beeks:  un expert în securitate care lucrează în secret pentru familia Duke